# 宮﨑敦次
宮﨑 敦次（みやざき あつし、1992年12月8日 - ）は、山口県下関市出身の元プロ野球選手（投手）。左投左打。

## 経歴

### プロ入り前
勝山小学校4年生の時に地元のソフトボールチームに入り、勝山中学校に進むと野球部に入部する。当時は控えの一塁手で目立つ選手ではなかった。
進学した下関国際高校では、宮﨑自身野球を続ける気は全くなかったものの、ある日同校の野球部監督だった坂原秀尚から宮﨑の自宅に電話が入る。当時の野球部は部員がベンチ入り人数に満たず、毎年4月に監督の坂原秀尚が野球経験のある新入生に片っ端から電話を入れていたという。宮﨑は坂原の熱心な勧誘に応えて野球部に入部したが、同級生の野球部員は3人だった。なお左投げであることもあり、高校進学と同時に坂原の勧めで投手に転向。1年秋は部員不足で出場すらできなかったが、地道な努力で実力をつけ2年春からはエースナンバーを背負う。公式戦は2年夏の県大会ベスト8が最高成績で、甲子園出場経験はない。高校時代について、「自分は高校から野球を始めたようなもの。毎日、成長しているのが分かり、やりがいがあった」と回想している。
広島国際学院大学では2年生時の春季リーグで大学初勝利を挙げた。4年生時の春季リーグでは5勝2敗（防御率1.36）、チームが優勝した秋季リーグでは6勝1敗（防御率1.61）の成績で広島六大学野球リーグの最優秀選手賞を受賞し、ベストナインに選ばれた。
2014年10月23日に行われたプロ野球ドラフト会議で千葉ロッテマリーンズに6巡目で指名され、契約金2,500万円、年俸800万円（金額は推定）で合意、入団した。

### プロ入り後
2015年の春季キャンプでは一軍スタート。2月21日、中日ドラゴンズとのオープン戦に中継ぎで登板、1回を投げ被安打4、与四球1、失点5の成績で二軍に降格した。
2016年9月26日に初めて一軍登録され、9月28日の福岡ソフトバンクホークス戦で二番手としてプロ初登板し、一回を三者凡退に抑えた。
2018年は一軍公式戦への登板機会がなく、10月1日に球団から戦力外通告を受けた。12月2日、自由契約公示された。

### ロッテ退団後
現役続行を希望し、2018年11月13日にはタマスタ筑後で開催の12球団合同トライアウトに参加も獲得する球団はなく、12月23日に自身のTwitterで現役引退と2019年より広島東洋カープで打撃投手に就任することを発表した。

## 選手としての特徴・人物
平均140km/h前後、最速146km/hのストレート、縦・横2種類のスライダー、カーブ、チェンジアップを投げる。
下関国際高校時代の監督である坂原秀尚を恩師と慕い、自身の座右の銘「弱者が強者に勝つのが野球」も坂原の教えに基づく。ドラフト指名された際には真っ先に連絡し、坂原は「まさかプロ野球選手が先に出るとは。次は（高校の）甲子園初出場だな」と宮﨑を祝福したという。また宮﨑はプロ入りのタイミングでグラブを新調したが、そのグラブには「いつまでも原点を忘れない」という想いを込めて、「坂原」と刺繍を入れてもらった。

## 詳細情報

### 年度別投手成績
| 年 度     | 球 団     | 登 板 | 先 発 | 完 投 | 完 封 | 無 四 球 | 勝 利 | 敗 戦 | セ 丨 ブ | ホ 丨 ル ド | 勝 率 | 打 者 | 投 球 回 | 被 安 打 | 被 本 塁 打 | 与 四 球 | 敬 遠 | 与 死 球 | 奪 三 振 | 暴 投 | ボ 丨 ク | 失 点 | 自 責 点 | 防 御 率 | W H I P |
| --------- | --------- | ----- | ----- | ----- | ----- | -------- | ----- | ----- | -------- | ----------- | ----- | ----- | -------- | -------- | ----------- | -------- | ----- | -------- | -------- | ----- | -------- | ----- | -------- | -------- | ------- |
| 2016      | ロッテ    | 2     | 0     | 0     | 0     | 0        | 0     | 0     | 0        | 0           | .---  | 6     | 2.0      | 0        | 0           | 0        | 0     | 0        | 2        | 0     | 0        | 0     | 0        | 0.00     | 0.00    |
| 2017      | ロッテ    | 6     | 0     | 0     | 0     | 0        | 0     | 0     | 0        | 0           | .---  | 43    | 8.0      | 11       | 0           | 3        | 0     | 3        | 7        | 0     | 0        | 9     | 7        | 7.88     | 1.75    |
| 通算：2年 | 通算：2年 | 8     | 0     | 0     | 0     | 0        | 0     | 0     | 0        | 0           | .---  | 49    | 10.0     | 11       | 0           | 3        | 0     | 3        | 9        | 0     | 0        | 9     | 7        | 6.30     | 1.40    |

- 2018年度シーズン終了時

### 記録
- 初登板：2016年9月28日、対福岡ソフトバンクホークス25回戦（QVCマリンフィールド）、5回表2番手で救援登板、1回無失点
- 初奪三振：同上、5回表に明石健志から空振り三振

### 背番号
- 48 （2015年 - 2018年）
- 106 （2019年 - ）